# 혼가와촌
혼가와촌(일본어: 本川村)은 일본 고치현 중부 도사군에 속했던 촌이다. 현재의 이노정 북부에 해당한다.

## 역사
- 1889년 4월 1일 - 정촌제 시행에 의해 혼가와촌이 성립하였다.
- 2004년 10월 1일 - 아가와 군 이노정(伊野町), 고호쿠촌(吾北村)과 합병해 아가와군 이노정이 성립하였다. 동일 혼가와촌은 폐지되었다.

## 교통

### 도로
- 국도 194호선

## 참고 문헌
- 角川日本地名大辞典編纂委員会,『角川日本地名大辞典 39 高知県』1983, 角川書店